# Kupák lovagja
A Kupák lovagja (eredeti cím: Knight of Cups) 2015-ös amerikai filmdráma, amelyet Terrence Malick írt és rendezett. A főbb szerepekben Christian Bale, Cate Blanchett és Natalie Portman látható.
Több mint két évnyi utómunka után a filmet 2015. február 8-án mutatták be a 65. Berlini Nemzetközi Filmfesztivál fő versenyszekciójában, vegyes kritikák mellett. Amerikában 2016. március 4-én jelent meg a Broad Green Pictures forgalmazásában, és általánosságban vegyes véleményeket kapott a kritikusoktól. Magyarországon az HBO Max mutatta be 2023. augusztus 18-án.

## Cselekmény
Rick forgatókönyvíró, aki a kaliforniai Los Angelesben él. Karrierje sikeres, de az élete üresnek bizonyul. Az egyik testvére halála, valamint a másik sanyarú körülményei miatt átmenetileg a hollywoodi kicsapongásokban talál vigaszt. A nők elterelik a figyelmét a mindennapi fájdalomról, amit elvisel, és minden egyes találkozás közelebb viszi őt ahhoz, hogy megtalálja a helyét a világban.
A film nyolc fejezetre oszlik (mindegyik a Nagy Arkánum egy-egy tarotkártyájáról kapta a nevét, kivéve az utolsó fejezetet, a „Szabadság”-ot), valamint egy prológusra, amelyek mindegyike a főszereplő és az életében valakivel való kapcsolatára összpontosul:
I. A Hold – Della, egy lázadó fiatal nő.
II. Az akasztott ember – A bátyja, Barry és az apja, Joseph.
III. A remete – Tonio, egy erkölcstelen playboy.
IV. Ítélet – Nancy, az orvos volt felesége.
V. A torony – Helen, a derűs modell.
VI. A főpapnő – Karen, egy temperamentumos, játékos sztriptíztáncosnő.
VII. Halál – Elizabeth, egy férjes asszony, akivel a férfi kapcsolatot tart fenn, és aki teherbe esik egy gyermekkel.
VIII. Szabadság – Isabel, egy ártatlan, aki segít a férfi számára a továbblépésben. (Az utolsó szegmens eltér a tarot-témától, mivel nincs „Szabadság” kártya; a VIII. nagy arkanum valójában az Igazságot jelképezi).

## Szereplők
| Szerep          | Színész             | Magyar hang     |
| --------------- | ------------------- | --------------- |
| Rick            | Christian Bale      | Fekete Ernő     |
| Nancy           | Cate Blanchett      | Kovács Nóra     |
| Elizabeth       | Natalie Portman     | Zsigmond Tamara |
| Joseph          | Brian Dennehy       | Papp János      |
| Tonio           | Antonio Banderas    | Stohl András    |
| Barry           | Wes Bentley         | Welker Gábor    |
| Isabel          | Isabel Lucas        |                 |
| Karen           | Teresa Palmer       | Bartsch Kata    |
| Della           | Imogen Poots        | Nagy Katica     |
| Zeitlinger atya | Armin Mueller-Stahl | Fodor Tamás     |
| Helen           | Freida Pinto        | Tompos Kátya    |
| Ruth            | Cherry Jones        | Csere Ágnes     |
| Scott           | Nick Offerman       |                 |
| Jordan          | Clifton Collins Jr. |                 |
| Tom             | Thomas Lennon       |                 |
| Paul            | Dane DeHaan         | nem szólal meg  |
| Errol           | Joel Kinnaman       | nem szólal meg  |
| Johnny          | Jason Clarke        |                 |
| Katia           | Katia Winter        |                 |
| Nicky           | Nicky Whelan        |                 |
| Jim             | Shea Whigham        |                 |
| Ryan            | Ryan O’Neal         |                 |
| Joe             | Joe Manganiello     |                 |
| Herb            | Michael Wincott     | Tarján Péter    |
| Gus             | Kevin Corrigan      |                 |
| Fabio           | Fabio Lanzoni       |                 |
| vendég          | Joe Lo Truglio      |                 |
| Beau            | Beau Garrett        |                 |
| Nick            | Nick Kroll          |                 |
| Danny Strong    | Danny Strong        |                 |
| betörő          | Jamie Harris        |                 |
| Dan (cameo)     | Dan Harmon          | nem szólal meg  |
| Erin (cameo)    | Erin McGathy        | nem szólal meg  |

Ben Kingsley a számos narrátor között van, de nem szerepel a filmben.

### Magyar változat
- Magyar szöveg: Szojka László
- Hangmérnök: Gajda Mátyás
- Vágó: Kránitz Bence
- Gyártásvezető: Derzsi Kovács Éva
- Szinkronrendező: Dezsőffy Rajz Katalin
- Produkciós vezető: Dallos Miklós

A szinkront az Iyuno Hungary készítette el.

## A film készítése
2011 novemberében jelentették be a filmet, amelyben Cate Blanchett-et, Christian Bale-t és Isabel Lucast említették a szereplők között. Azt is közölték, a Kupák lovagját a Daltól dalig című filmmel párhuzamosan forgatják majd. A felkészüléshez Bale Malick javaslatára elolvasta Walker Percy The Moviegoer című regényét.
A film forgatása 2012 júniusában kezdődött és kilenc hétig tartott. A forgatás alatt a szereplőket és a stábtagokat Los Angeles megyében és Las Vegasban látták, mivel a forgatás nagy része az utcán és nyilvános helyeken zajlott.

## Bemutató
A filmet 2015. február 8-án mutatták be a 65. Berlini Nemzetközi Filmfesztivál fő versenyszekciójában. Nem sokkal később a Broad Green Pictures megszerezte a film forgalmazási jogait. Az amerikai premierje 2016. február 7-én volt a Santa Barbara Filmfesztiválon, az Egyesült Államokban pedig 2016. március 4-én jelent meg.